# 363e régiment d'infanterie
Pour les articles homonymes, voir 363e régiment.
Le 363e régiment d'infanterie (363e RI) est un régiment d'infanterie de l'Armée de terre française constitué en 1914 avec les bataillons de réserve du 163e régiment d'infanterie. Il combat pendant la Première Guerre mondiale, à l'issue de laquelle il est dissous.

## Création et différentes dénominations
- 2 août 1914: création à Nice du 363e régiment d'infanterie de réserve, régiment de place - les officiers et sous-officiers proviennent du 163e régiment d'infanterie; rejoignent également des réservistes. À la mobilisation, chaque régiment d'active créé un régiment de réserve dont le numéro est le sien plus 200.
  - 5e bataillon (commandant Bruno)
  - 6e bataillon (commandant Delmas)
- 16 juin 1916 : adjonction d'un 7e bataillon, venu du 373e RI[1]
- 31 mars 1919 : dissolution[2]

## Chefs de corps
- août 1914: lieutenant-colonel Do-Huu Chan[3]
- avril 1915 : lieutenant-colonel Dauphin[4]
- novembre 1917 : lieutenant-colonel Pichot-Duclos[5]
- janvier 1918 : commandant puis lieutenant-colonel Franchessin[5]

## Historique des garnisons, combats et batailles du363eRI

### Première Guerre mondiale

#### Affectations
- 41e division d'infanterie de septembre 1914 à septembre 1917
- 161e division d'infanterie de septembre 1917 à novembre 1918

#### 1914
- août
  - 11 août des pelotons des 17e & 18e compagnies occupent des forts régionaux (Barbonnet, Beauma-Negra, le Picciarvet, Saint-Jean-de-la-Rivière…) en remplacement de celles du 163e régiment d'infanterie
  - 23 août 1914: les compagnies détachées retournent rejoindre leurs bataillons.
- septembre
  - 12 septembre 1914: le régiment, de régiment de place devient régiment de campagne.
  - 14 septembre 1914: Le régiment quitte Nice par voie ferrée en direction des Vosges.
  - du 15 au 18 septembre : cantonnement à Montluel

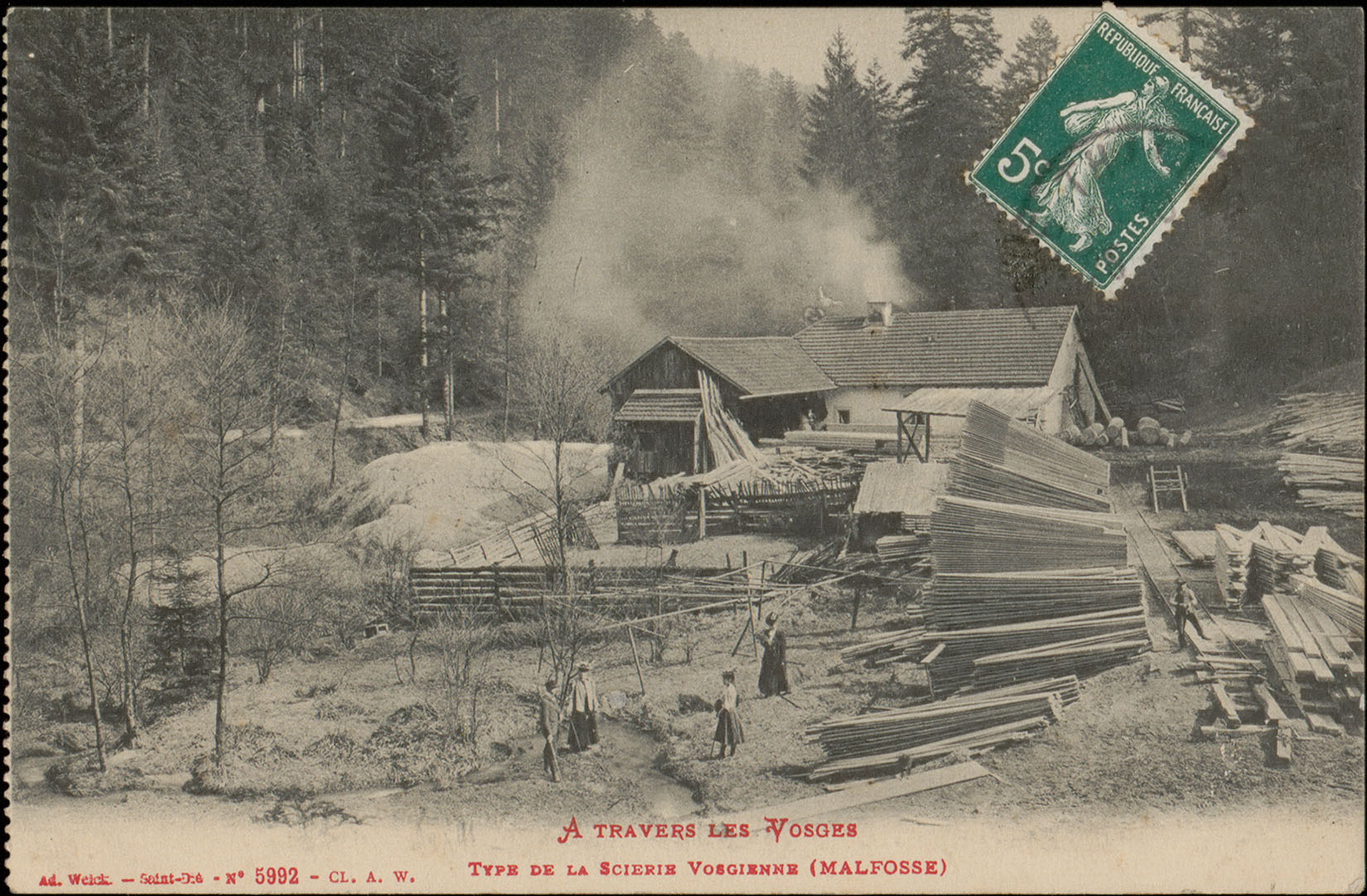
Scierie de Malfosse
(carte postale Adolphe Weick).

- - Débarquement à Laveline-devant-Bruyères le 19 septembre.
  - le régiment va cantonner à Saint-Dié (caserne Chérin) itinéraire par Les Poulières, Biffontaine, La Houssière, Vanémont, Taintrux.
  - 22 septembre : le 5e bataillon va cantonner à La Voivre, Saint-Michel, puis Denipaire, La Fontenelle, Launois, Hurbache, La Chapelle, La Forain
  - 24 septembre : premiers combats à la cote 631.
  - Le 6e bataillon gagne ses emplacements: vallée de Ravine, Saint-Prayel, scierie de Coichot, ferme de la Margotte, La Poterosse, Moyenmoutier, scierie de Malfosse, Senones, cote 675.
- octobre
  - 5e et 6e bataillons occupent et défendent le même secteur.
- novembre
  - même secteur
- décembre
  - même secteur

#### 1915
- Avril : Secteur Rabodeau dans les Vosges.
- 25 juillet : position de La Fontenelle, Ban-de-Sapt.

#### 1916

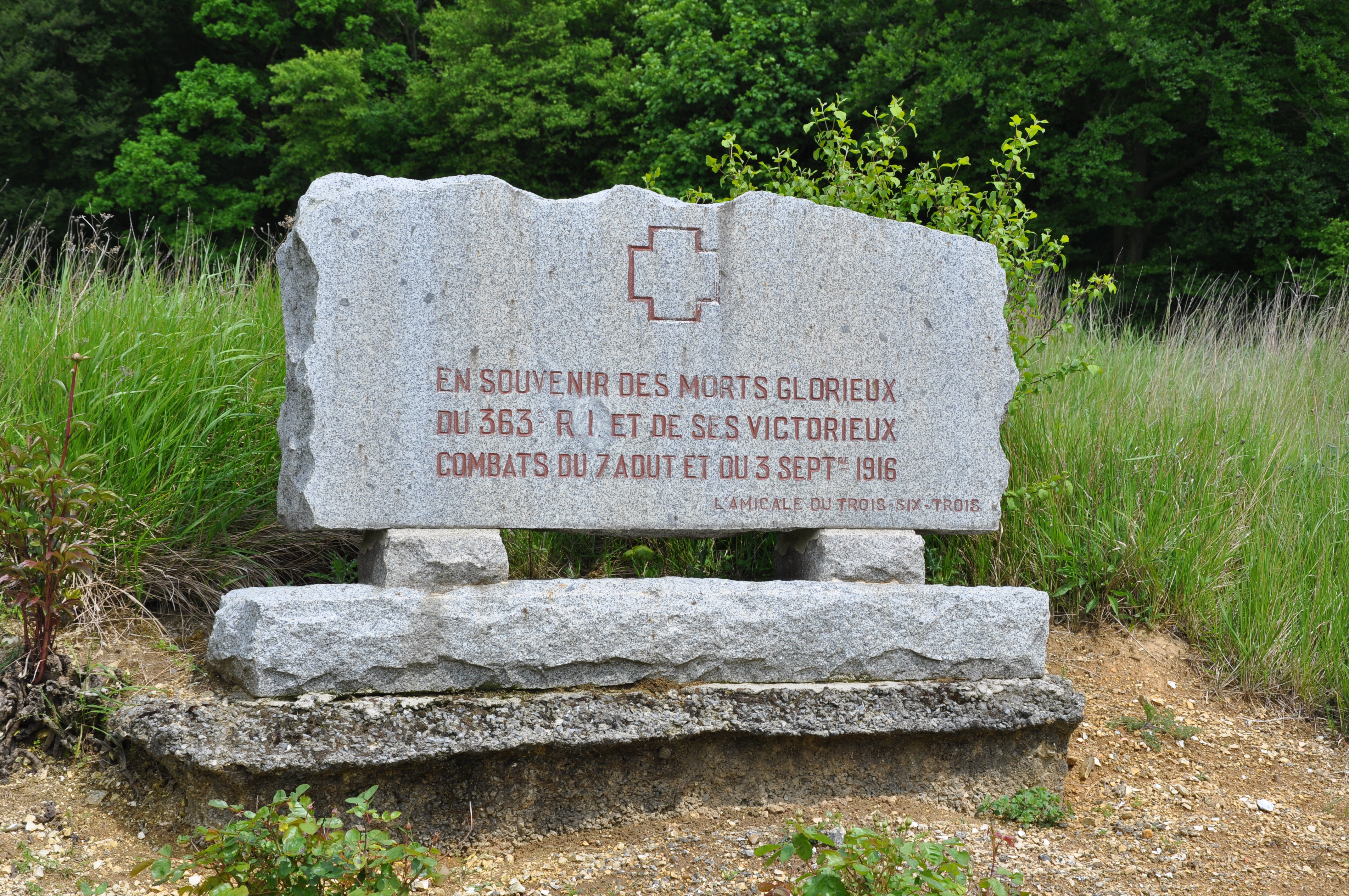
Cléry-sur-Somme, le monument dédié au RI.

- 12 janvier au 30 avril : dans la région de Saffais.
- 15 juin : dans la région d'Amiens, dans la Somme.
- Août : Bataille de la Somme.

#### 1917

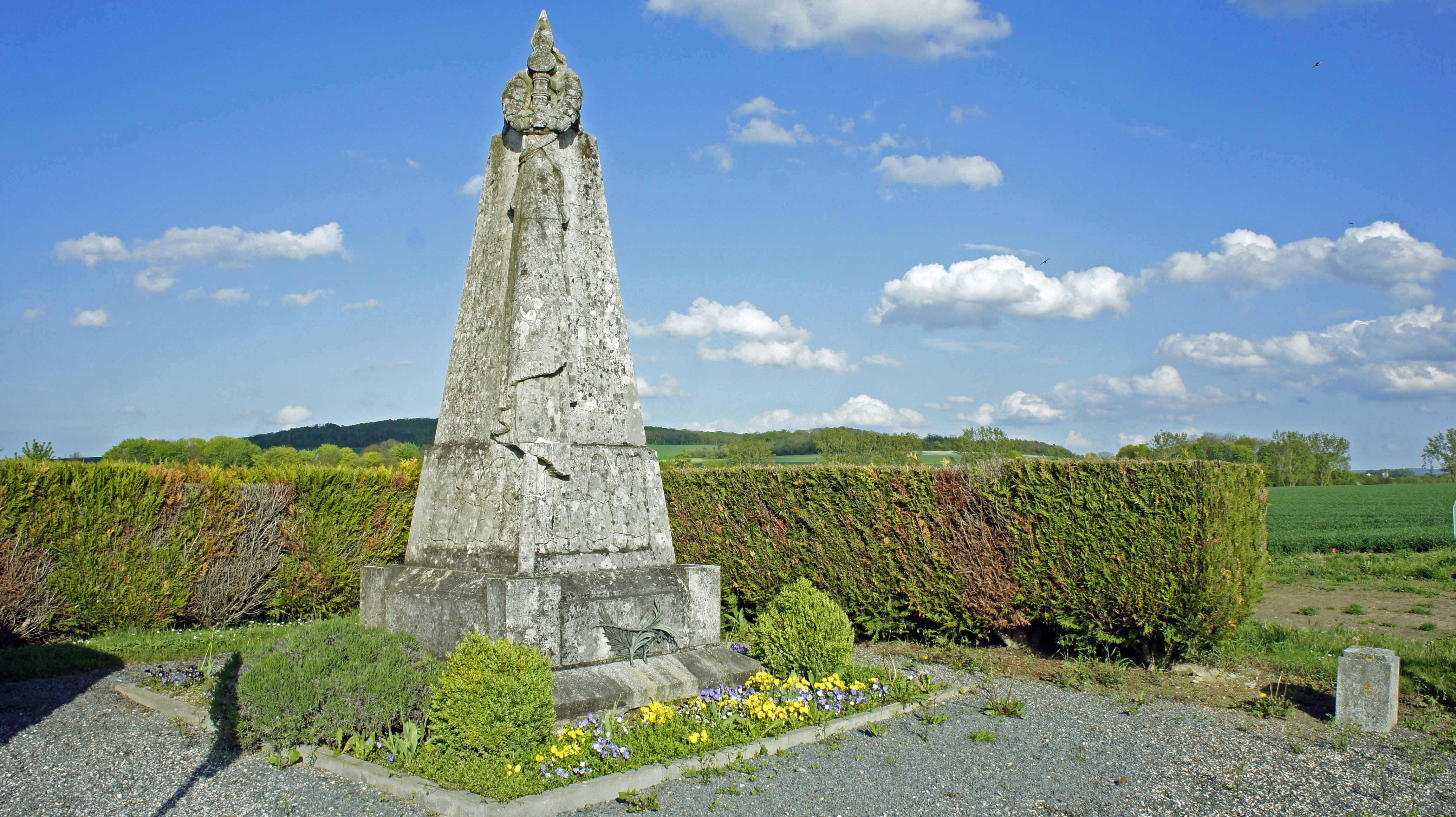
Loivre, le monument en l'honneur du régiment avec ses trois citations.

- Avril à mai : Bataille de Champagne.

#### 1918
En avril, le régiment reçoit en renfort le 6e bataillon du 334e régiment d'infanterie dissous. Il occupe le secteur "Balcon" en Champagne (sud du ravin de Marson à Beauséjour).
Grâce à des renseignements fournis par des allemands prisonniers, une attaque ennemie lancée le 15 juillet est contrée et repoussée après cinq jours de combats.
De juillet à septembre, le régiment occupe le secteur de Massiges.
Le 26 septembre, le 363e RI fait partie de l'attaque générale de la IVe armée Gouraud. Il franchit la Dormoise dans la matinée.
Le régiment continue sa progression les jours suivants. Il est retiré des combats le 6 octobre, et est cité à l'ordre de la IVe armée le 4 novembre 1918.
Il entre en Alsace après l'Armistice du 11 novembre 1918 et est dissous le 31 mars 1919.

## Drapeau

Dessin du revers du drapeau du.

Il porte, cousues en lettres d'or dans ses plis, les inscriptions suivantes :
- La Somme 1916
- L'Aisne 1917
- Champagne 1918

Le régiment est décoré de la croix de guerre 1914-1918, avec trois citations à l'ordre de l'armée.

## Personnages célèbres ayant servi au363eRI
- Do-Huu Chan (1872-1955), officier français d'origine vietnamienne[3]
- Antoine Sartorio, (1885-1988) sculpteur, auteur notamment du monument de Loivre et de Pierre-Percée.

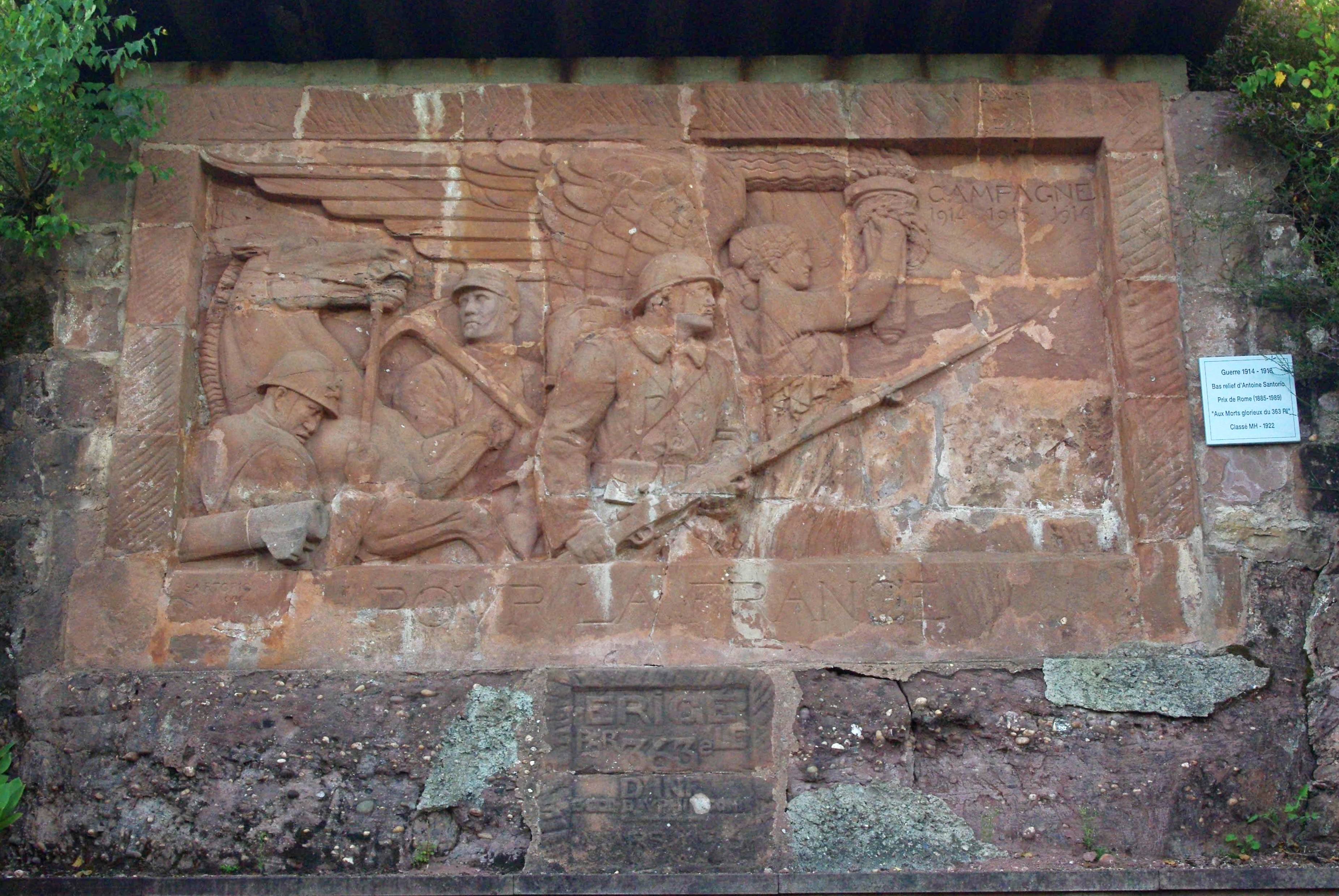
Bas-relief d'Antoine Sartorio érigé à Pierre-Percée à la gloire de ses camarades du 363e RI.